# 헤르만 퇴네센
헤르만 퇴네센(Herman Tønnessen, 1918년 7월 24일 – 2001년)은 노르웨이-캐나다 철학자 겸 작가였다. 아르네 네스와 함께 공부한 후, 제2차 세계대전이 끝난 후 노르웨이 사회연구소에 소속됐다.
1957년에 그는 미국 캘리포니아 대학교에서 철학 교수가 되었고, 1961년 캐나다 앨버타 대학교로 자리를 옮길때까지 이 직위를 유지했다.
그의 주요 영향은 독일 철학자 아르투어 쇼펜하우어와 노르웨이의 페테르 베셀 삽페의 염세주의였다.
그의 에세이 행복은 돼지의 것이다: 철학 대 심리치료(1966)에서 그는 인생은 무의미하다는 삽페의 형이상학적 이론을 거부하면서 삽페를 능가하려는 시도를 공식화했다. 이 아이디어는 퇴네센과 삽페가 인류의 실존적 조건을 논의하는 대화인 나는 진리를 택한다(Jeg velger sannheten (1983)) 책에서 더 자세히 설명된다.

## 출판물
- 나는 진실을 택한다: 페테르 베셀 삽페와 헤르만 퇴네센의 대화
- 행복은 돼지의 것이다:  철학 대 심리치료